# 顶花胡椒
顶花胡椒（学名：Piper terminaliflorum）为胡椒科胡椒属的植物，是中国的特有植物。分布于中国大陆的云南等地，生长于海拔1,600米至2,200米的地区，常生长在路旁疏林、山谷和密林中，目前尚未由人工引种栽培。